# فتح‌آباد (کمیجان)
روستای فتح‌آباد طبق تقسیمات اخیر کشوری، از توابع شهرستان کمیجان در شمال غرب استان مرکزی می‌باشد.

## جمعیت
بنابر سرشماری مرکز آمار ایران، جمعیت فتح‌آباد در سال ۱۳۹۵ برابر با ۳۱۴ نفر بوده‌است. این روستا ۱۰۶ خانوار دارد.